# Cepeda, Mexiko
Cepeda är en ort i Mexiko.   Den ligger i kommunen Halachó och delstaten Yucatán, i den östra delen av landet, 900 km öster om huvudstaden Mexico City. Cepeda ligger 11 meter över havet och antalet invånare är 3 064.
Terrängen runt Cepeda är mycket platt. Runt Cepeda är det ganska glesbefolkat, med 35 invånare per kvadratkilometer. Närmaste större samhälle är Maxcanú, 14,3 km nordost om Cepeda. Trakten runt Cepeda består till största delen av jordbruksmark.